# Milen Gamakow
Milen Georgiew Gamakow (bułg. Милен Георгиев Гамаков, ur. 12 kwietnia 1994 w Burgasie) – bułgarski piłkarz występujący na pozycji pomocnika w Hebyr Pazardżik.

## Sukcesy
FK Žalgiris Wilno
- mistrzostwo Litwy: 2021
- Puchar Litwy: 2021